# (466248) 2013 DW11
(466248) 2013 DW11 es un asteroide perteneciente al cinturón de asteroides, descubierto el 13 de febrero de 2008 por el equipo Spacewatch desde el Observatorio Nacional de Kitt Peak (Arizona, Estados Unidos).